# Dominique Byrd
(en) Statistiques sur pro-football-reference
Dominique Montiel Byrd (né le 7 février 1984 à Minneapolis) est un joueur américain de football américain. 

## Enfance
Byrd fait ses études à la Breck School de Golden Valley. Il participe au U.S. Army All-American Bowl.

## Carrière

### Université
Il entre à l'université de Californie du Sud et intègre les rangs de l'équipe de football américain des Trojans. En 2004, il reçoit une mention honorable de la conférence Pac 10.

### Professionnel
Dominique Byrd est sélectionné au troisième tour du draft de la NFL de 2006 par les Rams de Saint-Louis au quatre-vingt-treizième choix. Lors de sa saison de rookie, il entre au cours de cinq matchs et marque son premier touchdown. La saison suivante, il entre au cours de neuf matchs avant d'être libéré par Saint-Louis.
Il passe une saison 2008 sans équipe et réapparaît le 5 mai 2009, signant avec les Cardinals de l'Arizona mais il est libéré le 24 novembre sans avoir joué le moindre match. Le 21 janvier 2010, il signe un nouveau contrat avec les Cardinals mais il quitte le club le 30 août, avant le début de la saison.
Le 21 janvier 2011, Byrd signe avec les Seahawks de Seattle et dispute le camp d'entraînement ainsi que les matchs de pré-saison. Il entre au cours du premier match de la saison 2011 avec Seattle mais ne réalise aucun fait de jeu. Il est libéré le 13 septembre.
Il signe avec les Redskins de Washington le 26 octobre après le forfait jusqu'à la fin de saison de Chris Cooley avant d'être libéré le 8 novembre. Néanmoins, Washington le rappelle le 6 décembre après la suspension de Fred Davis. Il entre au cours de deux matchs avec les Redskins. Il est remercié le 20 décembre 2011.
Pour la saison 2012, il est annoncé qu'il aurait signé avec les Mountain Lions de Sacramento, jouant en United Football League.

## Palmarès
- Mention honorable de la conférence Pac 10 en 2004